# Crocidium chrysonotum
Crocidium chrysonotum är en tvåvingeart som beskrevs av Hesse 1938. Crocidium chrysonotum ingår i släktet Crocidium och familjen svävflugor. Inga underarter finns listade i Catalogue of Life.